# スピックインターナショナル
株式会社スピックインターナショナル（英: SPIC INTERNATIONAL co.,ltd.）は、日本のアパレルメーカー。

## 沿革
- 1992年3月31日 - 設立。
- 2008年4月 - 東京スタイルが株式の67％を伊藤忠商事などから取得し、同社の子会社となる[2]。
- 2011年6月1日 - 東京スタイルがサンエー・インターナショナルと共同持株会社TSIホールディングスを設立したのに伴い、同社の孫会社に。
- 2014年3月1日 - 株式移転によりTSIホールディングスの子会社となる[3]。
- 2021年3月1日 - TSIホールディングスがシーズメンに全株式を譲渡し、 シーズメンの子会社となる[4]。

## ブランド
- TORNADO MART（トルネードマート）
- TORNADO MART femme（トルネードマートファム）
- BLUE TORNADO（ブルートルネード）
- HIGH STREET（ハイストリート）
- LIN-KU（輪怐）
- THE TWELVE（トゥエルヴ）
- DA-NA vie（ダナーヴィエ）